# Voltei pro Mato
Voltei Pro Mato é um single da dupla sertaneja Chitãozinho & Xororó, lançada e gravada em junho de 2020, após o lançamento de Nosso Terceiro Cachorro.

## Gravação
Na terceira live da dupla, a música foi apresentada e lançada no mesmo dia. Voltei Pro Mato resgata o sertanejo de raiz, embalada pelo romantismo dentro de uma história de amor com personagens rodeados pela natureza.
"Estamos lançando esse projeto com muito carinho e todas as músicas são especiais para nós. Queremos que nossos fãs possam encontrar conforto e leveza ao ouvir", destaca Chitãozinho.

"É uma música que fala direto com o coração e ainda traz a nostalgia gostosa que é estar de volta às raízes, como tem acontecido com muitas pessoas nessa fase em que estamos vivendo", explica Xororó.